# 히가시오사키역
히가시오사키역(일본어: 東大崎駅)은 일본 미야기현 오사키시에 위치한 동일본 여객철도 리쿠우토 선의 철도역이다. 단선 승강장 1면 1선의 구조를 갖춘 지상역이다.

## 역 주변
- 미야기 현도 163호 니시후루카와 테이류조 시미즈 선

## 역사
- 1955년 2월 15일 : 개업.
- 1987년 4월 1일 : 일본국유철도 분할 민영화에 의해, 동일본 여객철도가 승계.

## 인접 역
| ■ 리쿠우토 선            | ■ 리쿠우토 선 | ■ 리쿠우토 선             |
| ------------------------ | ------------- | ------------------------- |
| 니시후루카와 고고타 방면 | ■ 리쿠우토 선 | 니시오사키 방면 신조 방면 |